# Зиткала-Ша
Зиткала-Ша (лакота: Красная Птица, настоящее имя Гертруда Симмонс Боннин, 22 февраля 1876 — 26 января 1938) — американская индейская писательница из племени янктон-сиу. Одна из первых собирателей североамериканского индейского фольклора, главные произведения: «Сказания американских индейцев» и «Старые индейские легенды». В период христианизации индейцев опубликовала эссе «Почему я язычница» (Why I Am a Pagan). Совместно с композитором У. Хансоном создала оперу «Пляска Солнца» по мотивам одноимённого обряда.
Зиткала-Ша получила известность как защитница мультикультурализма и гражданских свобод на фоне некогда господствовавшей политики культурной ассимиляции американских индейцев. Автобиография Зиткала-Ша является одной из первых автобиографий американских индейцев, не затронутых переводчиком или редактором. Родным языком Зиткала-Ша был один из диалектов языка сиу — дакота, но ещё один из современников отметил её «редкостное владение английским».

## Ранние годы
Зиткала-Ша родилась в резервации Янктон в Южной Дакоте в год битвы при Литтл-Бигхорн, когда ряд объединившихся индейских племён одержал победу над американскими войсками. Зиткала-Ша была третьим ребенком Эллен Симмонс из племени янктон-сиу, чьё индейское имя Tate Iyohiwin переводилось как «Достигающая ветра», и белого мужчины Фелкера. Он покинул резервацию ещё до рождения Гертруды. и она получила фамилию отчима, Джона Хэйстинга Симмонса. Несмотря на то что Эллен назвала дочь Гертрудой (Герти), девочка воспитывалась в традициях сиу, в типи у реки Миссури. Впоследствии Гертруда символически говорила о себе как о правнучке Сидящего Быка, подчёркивая свои культурно-этнические корни, а не генеалогическое происхождение, как свидетельствовала пресса.

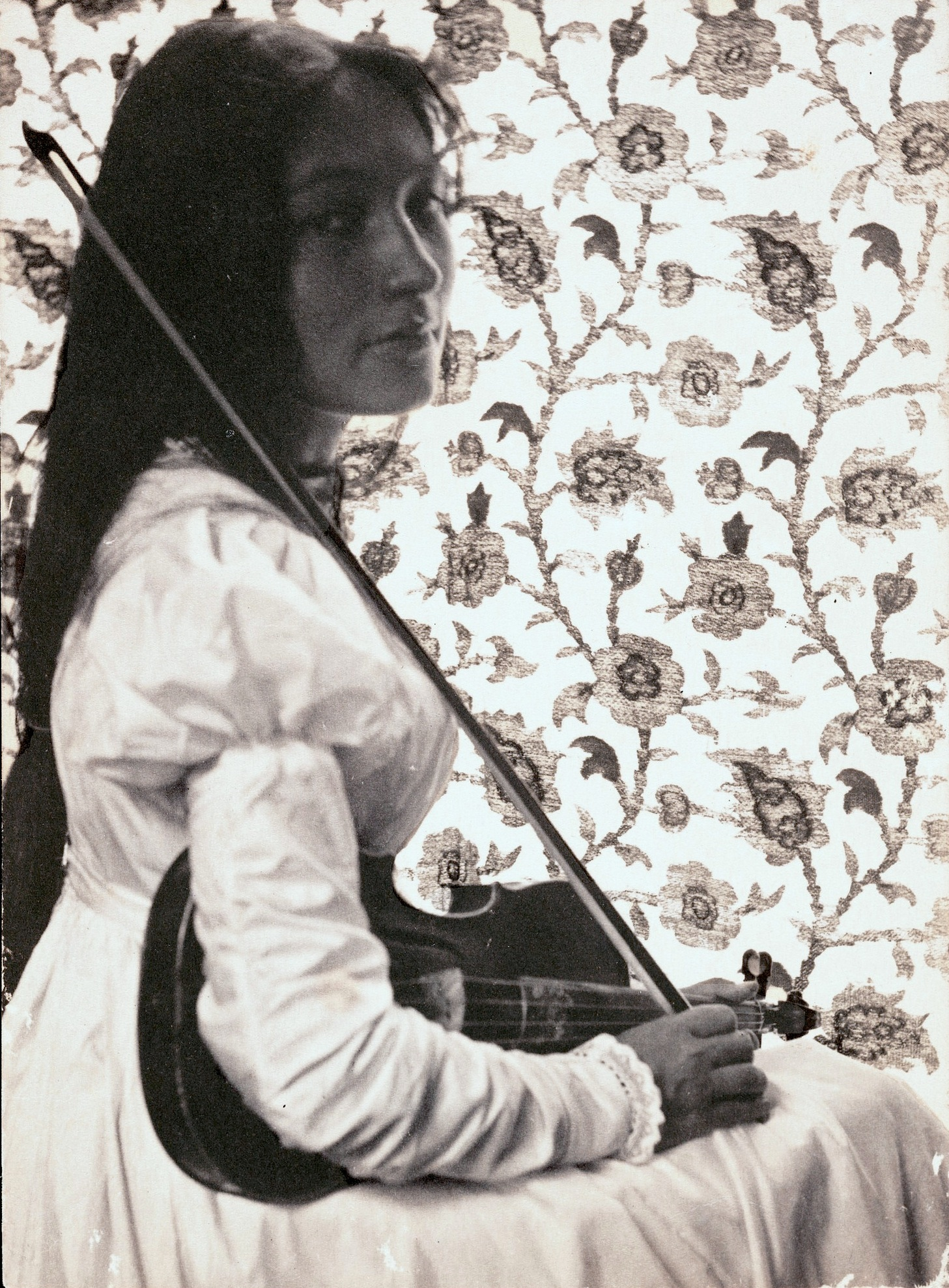
Гертруда Кезебир. Зиткала-Ша со скрипкой, 1898 год.

С восьми лет, несмотря на несогласие матери, Гертруда стала обучаться в квакерском Институте ручного труда штата Индиана в Уобаше, где учился её старший брат Доуи. Там она отказалась обрезать свои длинные волосы, «потому что у наших людей короткие волосы носили соблюдающие траур, а подстриженные — тру́сы». Во время дальнейшей учёбы в колледже Эрлхэм в Ричмонде, Индиана (1895—1897 годы), а затем в Бостонской консерватории у Гертруды проявился талант скрипачки. В 1896 году на ораторском конкурсе в Индиане Гертруда заняла второе место, и её речи были напечатаны в двух школьных изданиях. С середины 1897 и до конца следующего года Гертруда преподавала музыку в Карлайлской индейской школе в Пенсильвании. В 1900 году директор этой школы Ричард Генри Пратт пригласил Гертруду в качестве скрипачки на гастроли группы «Carlisle Indian Band». Вскоре, однако, в ответ на критику Гертруды ассимиляционных тенденций в школе, Пратт опубликовал анонимную рецензию в карлайлской газете The Red Man, обвинив Гертруду в «искажённом» описании индейских школ.

## Творчество

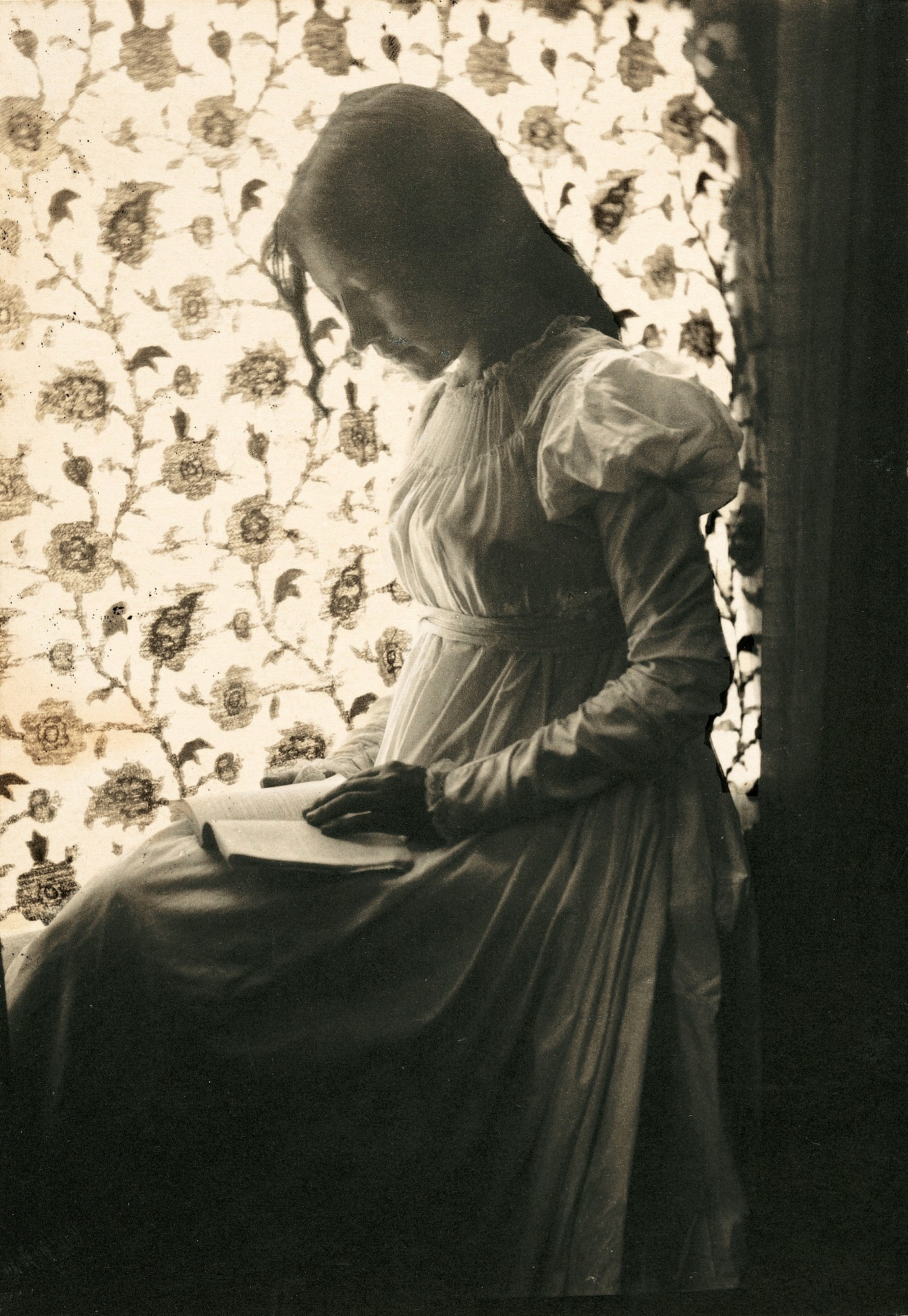
Гертруда Кезебир. Зиткала-Ша, читающая у окна.

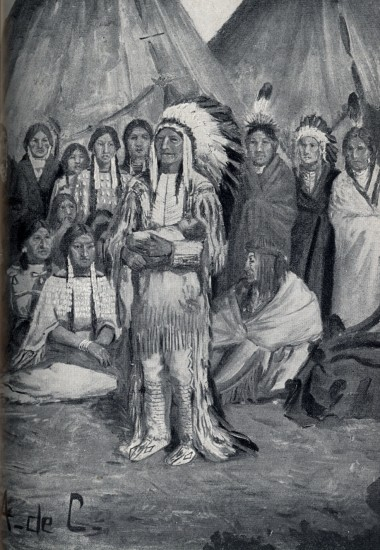
Индейский вождь. Иллюстрация Э. Де Коры к изданию «Старых индейских легенд» 1901 года.

Литературный псевдоним «Зиткала-Ша» Гертруда выбрала себе в «Записках» (англ. Sketches), опубликованных в The Atlantic Monthly в 1900 году, однако на протяжении жизни использовала оба имени. В The Atlantic Monthly вышло три автобиографических зарисовки Зиткалы-Ша: «Воспоминания об индейском детстве», «Школьные годы индейской девочки» и «Индейская учительница среди индейцев». В «Воспоминаниях об индейском детстве» прослеживается горькая аналогия с Эдемом («страна красных яблок»), где Богом является её мать, Адамом — брат, она сама — Евой, а миссионеры — Змеем (этот мотив был позже использован в эссе «Почему я язычница»). В отличие от традиционных женских автобиографий, повествование Зиткалы-Ша не содержит рассказов о любовных победах и домашних делах. Её биографический талант был отмечен ещё при жизни, в частности, в работе «Современные индейцы» Мэрион Гридли (англ. Indians of Today, 1936 год).
В 1901 году издание The Word Carrier, опубликовавшее в марте 1896 года речь Зиткалы-Ша «Бок о бок» (англ. Side by Side), охарактеризовало её статью «Добродушный сиу» (англ. The Soft-Hearted Sioux) как морально плохую. Но несмотря на критику, пресса оценила «злободневный и весьма отчаянный тон протеста» Зиткалы-Ша.
«Старые индейские легенды» (англ. Old Indian Legends, 1901 год; позднейшее название — «Иктоми, утки и другие истории сиу») отражают устное народное творчество сиу в форме четырнадцати индейских вечерних рассказов, называвшихся «огунка» (буквально «вымышленное» на языке лакота). В предисловии Зиткала-Ша пишет, что легенды были рассказаны ей под открытым небом старыми сказителями-дакота и она постаралась передать на английском языке дух этих легенд. Центральным персонажем шести легенд является Иктоми, паук-трикстер и одновременно культурный герой в мифологии сиу-дакота. Неоднократно фигурирует также Ийа, злой дух в представлениях индейцев-лакота. Связь с современностью прослеживается в легендах «Барсук и медведь», «Древесный рубеж» и «Стреляя в красного орла». Иллюстрации к изданию 1901 года выполнила Энджел Де Кора, художница и гражданская активистка из племени виннебаго.
В 1916 году в журнале American Indian Magazine было опубликовано стихотворение Зиткалы-Ша «Пробуждение индейца» (англ. The Indian’s Awakening), где в одной из строф проскальзывает идея романтического паниндианизма.
В «Сказаниях американских индейцев» (англ. American Indian Stories, 1921 год), созданных на основе автобиографических зарисовок 1900 года и также написанных на английском, прослеживается собственное детство Зиткалы-Ша и деструктивное влияние европейцев. Ряд сказаний были поведаны Зиткале-Ша самими участниками описываемых событий. Последняя глава «Сказаний…» опирается на выступление Зиткалы-Ша перед американскими женщинами в июне 1921 года. В том же году вышел памфлет «Американизировать первого американца» (англ. Americanize the First American).
В декабре 1902 года в The Atlantic вышло эссе Зиткалы-Ша «Почему я язычница» (англ. Why I Am a Pagan). После публикации «Сказаний американских индейцев» Зиткала-Ша переименовала это эссе в «Великий Дух» (англ. The Great Spirit, высшее существо в мифологии ряда североамериканских индейцев) и в соответствующей форме изменила окончание эссе. В то же время Зиткала-Ша не смягчила свою критику христианства, называя его «фанатичной верой» и «новым суеверием». Сатану Зиткала-Ша рассматривает как врага Великого Духа и ставит под сомнение абсолютную истинность христианской традиции, называя её «легендой белого человека». «Среди древних легенд, которые поведали мне старые воины, было много историй о злых духах», — писала Зиткала-Ша. — «Но я была научена не бояться их так же, как и тех, кто разгуливал в материальном обличье». Одна из критиков, Элис Пойндекстер Фишер (Декстер Фишер), охарактеризовала Зиткалу-Ша в этом смысле как постоянно находящуюся на пороге двух миров, но никогда полностью его не пересекающую.
В рассказе «Дочь воина» (англ. A Warrior’s Daughter), опубликованном в 1902 году в Everybody’s Magazine и включённом в ряд антологий, воспеваются женщины дакота и, в частности, одна индианка, решившая спасти своего возлюбленного от врагов. Наряду с другим рассказом, «Тропа испытаний» (англ. The Trial Path), сюжет «Дочери воина» разворачивается до появления европейцев, когда женщины дакота участвовали в военных действиях наравне с мужчинами. В «Тропе испытаний» исходное место действия — вигвам, как и во всех повествования Зиткалы-Ша о родной среде. Конец рассказа коротко затрагивает проблему утраты индейской самобытности.
В ряде произведений Зиткалы-Ша фигурирует обычно престарелая индианка, сталкивающаяся с проблемами окружающего мира («Широко распространённая загадка синезвёздной женщины», «Любовь женщины сиу к её потомку», «Тропа испытаний»). Находясь в Калифорнии, Зиткала-Ша написала ряд статей о местных индейцах, опубликованных в San Francisco Bulletin и California Indian Herald.
Совместно с Уильямом Хансоном, на основе творчества племён сиу и юта Зиткала-Ша создала также первую индейскую оперу «Пляска солнца» (англ. The Sun Dance), премьера которой состоялась в 1913 году в Юте. Она написала для неё либретто и песни, а также сыграла на скрипке музыку для Хансона. Традиционная пляска солнца, устанавливавшая символическую связь между солнцем, бизоном и человеком, была в то время запрещена американским правительством. Зиткала-Ша подробно объяснила Хансону детали пляски и другие факты, вплетённые в сюжет оперы.
Исследовательница Рут Хефлин отмечает, что из четырёх рассмотренных ею писателей сиу, писавших без посторонней помощи, Зиткалу-Ша отличает «вероятно, самый креативный и незамысловатый литературный талант, представляющий в своей лучшей форме интегрированность как литературных, так и культурных элементов, которые многие считают диаметрально противоположными».

## Общественная деятельность
В 1900 году Зиткала-Ша была включена в список «Люди, которые нас заинтересовали» журнала Harper's Bazaar. Годом позже она вступила в переписку с Карлосом Монтесумой из племени явапаи, одним из будущих основателей Общества американских индейцев. 10 мая 1902 года Зиткала-Ша вышла замуж за сотрудника по работе в Бюро по делам индейцев, своего соплеменника Рэймонда Тэйлсфэйса Боннина. В июне она уведомила об этом событии Монтесуму, расторгнув их помолвку, хотя не последнюю роль в этом сыграли идейные разногласия. Год спустя у Гертруды и Рэймонда родился сын Рэймонд Огайя, и до начала Первой мировой войны Зиткала-Ша вместе с семьёй жила в резервациях Уинта и Оурэй в Юте. В 1914 году Зиткала-Ша стала активисткой за права индейцев. В 1916 году она была избрана секретарём-казначеем Общества американских индейцев и тогда же перебралась в Вашингтон. После того как Общество было распущено в 1920 году, Зиткала-Ша стала сотрудничать с Международной федерацией женских клубов, инициировав создание Комитета по благосостоянию индейцев.
Осенью 1918 года Зиткала-Ша стала главным редактором журнала American Indian Magazine. В том же году этнолог Джеймс Муни, выступая с критикой в адрес Зиткалы-Ша, заявил, в частности, что её платье, якобы, «судя по длинной бахроме, относится к какому-то южному племени», а пояс принадлежит мужчине из племени навахо. Сам Муни заявлял, что знает индейцев лучше их самих, и пропагандировал среди них использование пейотля, который в 1917 году был запрещён в Колорадо, Неваде и Юте. В ответ Зиткала-Ша сказала, что этнологи знают лишь то, чего от них хотят пейотисты.
2 июня 1924 года президент США Джон Кулидж подписал Закон о гражданстве индейцев. За это выступали члены Общества американских индейцев, однако, ряд племён, например, ирокезы, не разделяли их взглядов по этому вопросу. Два года спустя Зиткала-Ша вместе с мужем основала Национальный Совет американских индейцев и осталась его председательницей до самой смерти. Развивая идеи паниндианизма, Зиткала-Ша придерживалась точки зрения, согласно которой индейцы должны не только влиять на решения вопросов национальной политики, но и активно вовлекаться в правительство для защиты своих прав на землю и культурное наследие. После поездки Зиткалы-Ша, представителя Ассоциации по правам индейцев М. Сниффена и адвоката Ч. Фабенса в Оклахому в 1923 году был опубликован отчёт, где Зиткала-Ша писала об индейских детях, которых силой лишили земли и ресурсов. Этот доклад впоследствии способствовал созданию так называемой комиссии Мериама (по имени правительственного сотрудника Льюиса Мериама), исследовавшей положение дел в резервациях. Позднее политическая стратегия Зиткалы-Ша нашла своё отражение у таких индейских писательниц, как Линда Хоган, Пола Ганн Аллен и Лесли Мармон Силко.
В последние годы жизни Зиткала-Ша подписывала свои письма к индейским старейшинам как «Зиткала-Ша Уин». За четыре года до её смерти, в рамках рузвельтовского Нового курса, был принят Закон о реорганизации индейской администрации, который, в частности, создал институт выборного совета племени и отменил запрет на пляску солнца и другие обряды. Зиткала-Ша скончалась от болезни сердца и почек в Вашингтоне. Поскольку её муж во время Первой мировой войны служил в американской армии, она была похоронена на Арлингтонском национальном кладбище, где на её могиле начертано: «Гертруда Симмонс Боннин — Зиткала-Ша из индейцев сиу — 1876—1938».